# Home Fries
Home Fries är en amerikansk långfilm från 1998 i regi av Dean Parisot, med Drew Barrymore, Catherine O'Hara och Luke Wilson i rollerna.

## Handling
Sally Jackson (Drew Barrymore) jobbar på en snabbmatsrestaurant. Hon blir gravid av sin älskare Henry Lever (Chris Ellis), men när hon får reda på att Henry redan är gift gör hon slut. Henrys fru, Beatrice (Catherine O'Hara), skickar sina två söner Dorian (Luke Wilson) och Angus (Jake Busey) för att skräma upp Henry. De båda är helikopterpiloter och låtsas jaga Henrys bil med sin helikopter. Men Henry skräms till den grad att han får en hjärtattack och dör.

## Rollista
| Drew Barrymore   | – Sally Jackson  |
| Catherine O'Hara | – Beatrice Lever |
| Luke Wilson      | – Dorian Montier |
| Jake Busey       | – Angus Montier  |
| Shelley Duvall   | – Mrs. Jackson   |
| Kim Robillard    | – Billy          |
| Daryl Mitchell   | – Roy            |
| Lanny Flaherty   | – Red Jackson    |
| Chris Ellis      | – Henry Lever    |